# NGC 5156
NGC 5156 (również PGC 47283) – galaktyka spiralna z poprzeczką (SBb), znajdująca się w gwiazdozbiorze Centaura. Odkrył ją John Herschel 31 marca 1835 roku.
W galaktyce tej zaobserwowano supernową SN 2012cj.